# لونغتزن
لونغتزن (بالإنجليزية: Longton, Kansas)‏ هي مدينة تقع في مقاطعة إلك، كانزاس بولاية كانساس في الولايات المتحدة. تبلغ مساحة هذه المدينة 3 (كم²)، وترتفع عن سطح البحر 281 م، بلغ عدد سكانها 348 نسمة في عام 2010 حسب إحصاء مكتب تعداد الولايات المتحدة وتصل الكثافة السكانية فيها 116.8 نسمة/كم2.

## التركيبة السكانية
قام مكتب تعداد الولايات المتحدة بتحديد بيانات التركيبة السكانية للونغتزنفي تعداد الولايات المتحدة. في ما يلي، التركيبة السكانية حسب تعدادي 2000 و2010.

### تعداد عام 2000
بلغ عدد سكان لونغتزن 394 نسمة بحسب تعداد عام 2000، وبلغ عدد الأسر 163 أسرة وعدد العائلات 98 عائلة مقيمة في المدينة. في حين سجلت الكثافة السكانية 342.6 نسمة لكل ميل مربع (132.3/كم2). وبلغ عدد الوحدات السكنية 193 وحدة بمتوسط كثافة قدره 167.8 نسمة لكل ميل مربع (64.8/كم2).
وتوزع التركيب العرقي للمدينة بنسبة 94.67% من البيض و 2.28% من الأمريكيين الأصليين و 0.25% من سكان جزر المحيط الهادئ و 2.03% من عرقين مختلطين أو أكثر.
بلغ عدد الأسر 163 أسرة كانت نسبة 35.0% منها لديها أطفال تحت سن الثامنة عشر تعيش معهم، وبلغت نسبة الأزواج القاطنين مع بعضهم البعض 44.8% من أصل المجموع الكلي للأسر، ونسبة 10.4% من الأسر كان لديها معيلات من الإناث دون وجود شريك، وكانت نسبة 39.3% من غير العائلات. تألفت نسبة 38.0% من أصل جميع الأسر من أفراد ونسبة 24.5% كانوا يعيش معهم شخص وحيد يبلغ من العمر 65 عاماً فما فوق. وبلغ متوسط حجم الأسرة المعيشية 3.25، أما متوسط حجم العائلات فبلغ 2.42.
بلغ العمر الوسطي للسكان 36 عاماً. وكانت نسبة 32.0% من القاطنين تحت سن الثامنة عشر، وكانت نسبة 7.6% بين الثامنة عشر والأربعة وعشرون عاماً، ونسبة 21.3% كانت واقعةً في الفئة العمرية ما بين الخامسة والعشرون حتى والأربعة وأربعون عاماً، ونسبة 20.6% كانت ما بين الخامسة والأربعون حتى الرابعة والستون، ونسبة 18.5% كانت ضمن فئة الخامسة والستون عاماً فما فوق. يوجد لكل 100 أنثى 87.6 ذكر، ويوجد لكل 100 أنثى في الثامنة عشر من عمرها فما فوق 84.8 ذكر.
بلغ متوسط دخل الأسرة في المدينة 20,469 دولار، أما متوسط دخل العائلة فبلغ 29,625 دولار. وكان متوسط دخل الذكور 23,750 دولار مقابل 16,477 دولار للإناث. وسجل دخل الفرد الخاص بالمدينة 10,802 دولار. وكانت نسبة 13.9% من العائلات ونسبة 20.1% من السكان تحت خط الفقر، وكان من هؤلاء نسبة 23.9% تحت سن الثامنة عشر ونسبة 23.9% في الخامسة والستين من العمر وما فوق.

### تعداد عام 2010
بلغ عدد سكان لونغتزن 348 نسمة بحسب تعداد عام 2010، وبلغ عدد الأسر 147 أسرة وعدد العائلات 97 عائلة مقيمة في المدينة. في حين سجلت الكثافة السكانية 302.6 نسمة لكل ميل مربع (116.8/كم2). وبلغ عدد الوحدات السكنية 189 وحدة بمتوسط كثافة قدره 164.3 لكل ميل مربع (63.4/كم2).
وتوزع التركيب العرقي للمدينة بنسبة 94.3% من البيض و 1.4% من الأمريكيين الأصليين و 2.9% من عرقين مختلطين أو أكثر.
بلغ عدد الأسر 147 أسرة كانت نسبة 34.7% منها لديها أطفال تحت سن الثامنة عشر تعيش معهم، وبلغت نسبة الأزواج القاطنين مع بعضهم البعض 46.3% من أصل المجموع الكلي للأسر، ونسبة 13.6% من الأسر كان لديها معيلات من الإناث دون وجود شريك، بينما كانت نسبة 6.1% من الأسر لديها معيلون من الذكور دون وجود شريكة وكانت نسبة 34.0% من غير العائلات. وبلغ متوسط حجم الأسرة المعيشية 2.93، أما متوسط حجم العائلات فبلغ 2.37.
بلغ العمر الوسطي للسكان 38.3 عاماً. وكانت نسبة 29.6% من القاطنين تحت سن الثامنة عشر، وكانت نسبة 7.5% بين الثامنة عشر والأربعة وعشرون عاماً، ونسبة 22.4% كانت واقعةً في الفئة العمرية ما بين الخامسة والعشرون حتى والأربعة وأربعون عاماً، ونسبة 23.2% كانت ما بين الخامسة والأربعون حتى الرابعة والستون، ونسبة 17.2% كانت ضمن فئة الخامسة والستون عاماً فما فوق. وتوزع التركيب الجنسي للسكان بنسبة 50.3% ذكور و49.7% إناث.

## وصلات خارجية
- City Website
- The US50 - Cities and Towns in Kansas State